# 大谷休泊
大谷 休泊（おおや きゅうはく、大永元年（1521年） - 天正6年8月29日（1578年9月30日））は、戦国時代の上野国（現在の群馬県）の農政家。新左衛門と名乗った。

## 生涯
大永元年（1521年） の生まれ。
山内上杉家の家臣で、平井城の上杉憲政に仕え、新田郡・山田郡・邑楽郡で改革事業に取り組んだとされる。
天文20年（1551年）、主君・憲政の居城の平井城が北条氏康により落城したが後北条氏の軍役を担うことはなく、邑楽郡成島村（現・館林市）に住み開拓を進めた。
渡良瀬川・多々良沼から農業用水を引き、これは後に「休泊掘（きゅうはくぼり）」と呼ばれ農業生産力の向上に貢献した。また永禄元年（1558年）成島村西南の館野ヶ原という原野の開拓に取り組んだ。さらに太田金山の松苗を移植し防風林を作ることを試み、21年間に150万本の松を植栽し後の「大谷原山林」を造成した。
植林事業は初年に大半が枯死するなど困難を極めたため、休泊は永禄2年（1559年）9月に山の神を祭祀して山神社を建立した。山神社は後に村社に列せられ大谷神社と改称されて館林市成島町に現存する。
天正6年（1578年）8月29日に死去。休泊は正妻を持たなかったため、妾の子・作太郎を熊倉善三郎の養子とした。熊倉家に休泊の位牌が伝わる。
墓は群馬県館林市北成島町693にあり、群馬県指定史跡となっているほか、日本遺産「里沼」の構成遺産でもある。大正4年（1915年）、その功績から従五位が追贈された。

### 考証
墓石・位牌によれば天正6年（1578年）8月29日に58歳で亡くなったとあるから、逆算して大永元年（1521年） の生まれとされる。
しかし、『館林御城地根記』では文禄3年（1594年）に休泊が円教寺（館林市）を開基し翌4年（1595年）に植林を始めたとあるほか、『館林記』では大谷新左衛門は長尾氏の家臣で天正18年（1590年）に浪人となり休泊と改名したとある上、慶長10年（1605年）の文書に自署していることから、休泊の活動時期は墓石・位牌が記すよりも数十年後である可能性が指摘されている。

## 休泊堀
渡良瀬川と利根川との間にひろがる渡良瀬川扇状地は、群馬県東南部の東毛地域と、栃木県足利市との間にまたがっている。関東武士としての源氏の発祥の地でもあるこの地域には古墳が多く、荘園も発達していた。中でも新田荘は南北朝時代の武将・新田義貞が総仕上げをしたといわれるが、用水や湧水は井戸に依存していた。この新田荘の東には荒野がひろがっていた。この地域を開拓するために新田堀や休泊堀が元亀元年（1570年）ころできたといわれている。新田堀は太田金山城主・由良成繁が奉行の荒山小左衛門に、また、休泊堀は館林の足利の城主・長尾顕長が奉行の大谷新左衛門（号は休泊）につくらせた。
休泊堀は、水源を渡良瀬川に求め、現在の太田市只上新田の地先に矢場堰を設けた。ここから多々良沼までの地域に上休泊堀を掘り、開墾を進め、次々と新しい村を誕生させた。
休泊は、さらに多々良沼から用水を取る水路を開いて、下休泊堀とよんだ。上休泊堀は17ヶ村に配水し、その灌漑面積は合計599町1反5畝になった。下休泊堀の灌漑面積は497町1反2畝といわれている。上下休泊堀を合わせて1096町2反7畝（1087ヘクタール）と館林領五郡農家配水鑑に記している。ところで矢場堰も待堰（新田堀）も共に渡良瀬川から水を引いているので、渇水期になると水争いがしばしばおこった。明治10年（1877年）、両堰は合併し待矢場両堰組合が設立された。